# Petr Sikora
Petr Sikora (* 2. ledna 2006, Karviná) je profesionální český hokejový útočník. Od roku 2023 hraje za extraligový klub HC Oceláři Třinec.

## Hráčská kariéra
Petr Sikora je odchovancem třineckého hokeje, za které debutoval v české extralize v sezóně 2023–24. V mládežnických soutěží získal s dorostem titul v ročníku 2022/23, v posledním zápase vstřelil vítěznou branku. O rok později získal s juniorským týmem Třince titul mistra české juniorské extraligy. V ročníku 2023/24 byl pozván do reprezentačního výběru do 18 let na turnaj Hlinka Gretzky Cup 2023 a mistrovství světa do 18 let. Na turnaji v Hlinka Gretzky Cupu odehrál pět zápasů, v nichž vstřelil jednu branku a na další tři přihrál. Hned v úvodním zápasů proti reprezentaci USA vstřelil jednu branku a dvě další asistoval. Česká reprezentace skončila na druhém místě. V létě 2024 byl vybrán ve vstupním draftu NHL 2024 týmem Washington Capitals v šestém kole celkově ze 178. místa. Ve Washingtonu podstoupil týdenní kemp, Sikora se rozhodl zůstat v Třinci pro svůj rozvoj v hokeji. 

## Ocenění a úspěchy
- 2023 ČHL-17 – Vítězný gól
- 2024 MS-18 – Top tří hráčů v týmu

## Prvenství
- Debut v ČHL – 17. listopadu 2023 (Mountfield HK proti HC Oceláři Třinec)[3]
- První asistence v ČHL – 14. ledna 2024 (Rytíři Kladno proti HC Oceláři Třinec)
- První gól v ČHL – 31. ledna 2024 (HC Oceláři Třinec proti Rytíři Kladno)[4][5][6][7]

## Klubová statistika
| Sezóna       | Klub              | Soutěž       |    | Základní část | Základní část | Základní část | Základní část | Základní část |   | Play off | Play off | Play off | Play off | Play off |
| Sezóna       | Klub              | Soutěž       | Z  | G             | A             | B             | TM            | Z             | G | A        | B        | TM       |          |          |
| 2023-24      | HC Oceláři Třinec | ČHL          | 22 | 1             | 2             | 3             | 2             | —             | — | —        | —        | —        |          |          |
| 2024-25      | HC Oceláři Třinec | ČHL          |    |               |               |               |               | —             | — | —        | —        | —        |          |          |
| Celkem v ČHL | Celkem v ČHL      | Celkem v ČHL | 22 | 1             | 2             | 3             | 2             | —             | — | —        | —        | —        |          |          |

## Reprezentace
| Rok                       | Tým                       | Soutěž                    | Z  | G | A | B  | TM |
| ------------------------- | ------------------------- | ------------------------- | -- | - | - | -- | -- |
| 2023                      | Česko 18                  | HGC-18                    | 5  | 1 | 3 | 4  | 4  |
| 2024                      | Česko 18                  | MS-18                     | 5  | 1 | 1 | 2  | 27 |
| 2025                      | Česko 20                  | MSJ                       | 7  | 4 | 3 | 7  | 6  |
| Juniorská kariéra celkově | Juniorská kariéra celkově | Juniorská kariéra celkově | 17 | 6 | 6 | 12 | 37 |